# Novello da San Lucano
Novello da San Lucano, né vers 1435 à San Severino Lucano et mort en 1516 à Alba Iulia, est un architecte italien.

## Biographie
Né à San Severino Lucano vers 1435, il étudia les premiers principes de l’architecture à Rome. De retour dans sa patrie, il y fut chargé de restaurer l’église San Domenico Maggiore. En 1463, Roberto Sanseverino, fils de Giovanni, comte de Marsico, avait été créé prince de Salerne par le roi Ferdinand Ier. À ce titre, dont il jouissait le premier de sa famille, Sanseverino joignait celui de grand-amiral du Royaume. Dans une position aussi élevée, que soutenaient de grandes richesses, il jeta les yeux sur Novello et lui fournit en 1470 une occasion de développer son talent. Le prince voulait un palais somptueux, et il n’imposait à l’architecte aucune autre condition. Les travaux de cet édifice ne furent terminés qu’en 1480. Construit en pierres travertines, à pointe de diamant, il fut donné plus tard aux jésuites par Isabella Feltri della Rovere, princesse de Bisignano. Les jésuites y ajoutèrent une église, qui fut élevée sous la direction d’un religieux de leur compagnie, Pietro Provedi. Francesco Milizia fait mention de Novello, mais il nous laisse ignorer l’époque précise de sa mort. Novello était contemporain d’un autre architecte napolitain, Gabriele d'Agnolo, également célèbre à cette époque, et qui avait comme lui abandonné la manière gréco-gothique pour ramener le bon goût puisé dans l’étude des monuments antiques de Rome.